# Joangaleàs II Manfredi
Joangaleàs II Manfredi (Giangaleazzo II Manfredi) va ser fill pòstum de Joangaleàs I Manfredi, nascut el 1418. Va ser senyor sobirà i vicari pontifici de Faenza, comte de Brisighella i Val Lemone, senyor i vicari pontifici de Fusignano i Donigaglia, i senyor de Savignano, Gesso, Cesate, Quarneto, Fognano, Cavina, Fornazzano, San Cassiano, Montalbergo, Santa Maria in Montalto, San Procolo i Castel Laderchio el 1410, associat a son germà Astorgi II Manfredi. Va ser capità de l'exèrcit del Papa el 1459. Va morir el 1465. Es va casar vers el 1460 a la Mirandola amb Parisina Pico, filla de Nicolau Pico senyor de la Mirandola.